# Oberkommando des Heeres

Vlajka v letech 1938 až 1942

Oberkommando des Heeres (OKH) bylo nejvyšším velením německé armády v době nacistického Německa. Vzniklo v roce 1935 jako součást Hitlerovy remilitarizace Německa. Od roku 1938 bylo OKH spolu s OKL (Oberkommando der Luftwaffe, vrchní velitelství letectva) a OKM (Oberkommando der Marine, vrchní velitelství námořnictva) formálně podřízeno OKW (Oberkommando der Wehrmacht – vrchní velitelství ozbrojených sil), s výjimkou Waffen-SS. Během války mělo OKH odpovědnost za strategické plánování armád a skupin armád, zatímco generální štáb OKH měl na starostí operační záležitosti. Každá německá armáda měla také Armeeoberkommando, armádní velitelství nebo AOK. Až do porážky u Moskvy v prosinci 1941 bylo OKH a její štáb de facto nejvýznamnější jednotkou německého válečného plánování. OKW pak tuto funkci převzalo pro jiná bojiště než byla východní fronta. Velitel OKH měl titul Oberbefehlshaber des Heeres (vrchní velitel armády). Po bitvě u Moskvy, kdy byl velitel OKH – polní maršál Walther von Brauchitsch – odvolán, Hitler sám sebe jmenoval jako vrchního velitele armády.